# Epiphyllum hookeri subsp. guatemalense
Az Epiphyllum hookeri subsp. guatemalense egy epifita kaktusz, melyet korábban önállónak tartottak, és Epiphyllum guatemalense néven ismertek. Dísznövényként is tartják, de nála gyakrabban lehet találkozni csavarodott szárú Epiphyllum guatemalense cv. Monstruosa változatával, mely a vad alaktól virágaiban nem különbözik és minden bizonnyal mutáció vezetett a tekeredett hajtások kialakulásához.

## Elterjedése és élőhelye
Mexikó, Oaxaca és Chiapas államok; Honduras; Guatemala; 120–1200 m tszf. magasságban.

## Jellemzői
Gazdagon elágazó, lecsüngő hajtásrendszerű növény, öreg hajtásai megfásodnak és kérgessé válnak, ágai tövükön hengeresek, majd közel 500 mm hosszan hárombordájúak, végül a felső 750 mm hosszú részük lapított, 60–90 mm széles, areolái 50 mm távolságban fejlődnek. Kürt alakú virágai többé-kevésbé erősen görbültek, fehéresek, 200–260 mm hosszúak és 200–230 mm szélesek. A pericarpium kicsi, kevéssé pikkelyezett, a virágtölcsér 150 mm hosszú, zöld vagy zöldessárga, vörösen pettyegetett. A tölcsér belseje a közepéig szőrözött. A széttartó külső szirmok vöröses árnyalatúak, a belsők 80–90 mm hosszúak, fehérek. Porzói és a bibe fehér. Termése borvörös színű, 80 mm hosszú, karcsú, magjai 2,8×3 mm nagyságúak.
A fajt korábban Epiphyllum phyllanthus ssp. guatemalense néven is ismerték.